# 2010 dans les chemins de fer
chronologie des chemins de fer
2009 dans les chemins de fer - 2010 - 2011 dans les chemins de fer

## Évènements
- 15 février.  Belgique :   deux trains de voyageurs entrent en collision à Hal, dans la banlieue bruxelloise. L'accident cause la mort de 19 personnes.
- 20 février.  France – Russie :   jumelage des gares de l'Est à Paris et de Biélorussie à Moscou d'une part et d'autre part des gares de Sotchi et de Nice[1].
- 12 avril.  Italie :   un train de voyageurs a déraillé près de Merano. 9 personnes trouvèrent la mort
- 19 juin. France : inauguration[2] de la gare d'Argy, rénovée après plus d'une année de travaux financés par un pôle d'excellence rurale, et de la voie ferrée du Train du Bas-Berry chemin de fer touristique.

- 12 décembre France : mise en service de la ligne du Haut-Bugey (modernisation et électrification de l'ancienne ligne) qui raccourcira le trajet Paris-Genève en TGV d'une trentaine de minutes et évitera le détour par Amberieu-en-Bugey; inauguration du premier pôle multimodal de Bellegarde-sur-Valserine, dans l'Ain (par déplacement d'une partie des installations de l'actuelle gare) ainsi que de la nouvelle gare TGV/TER Rhône-Alpes de Nurieux.

## Transports en commun dans le monde

### Nouvelles lignes et nouveaux réseaux inaugurés en 2010
De nouveaux réseaux de transport en commun sont entrés en service en 2010  :
- Métro
  - Chengdu (Chine) : Ligne 1 Shenxian Lake - Century City (18,5 km)
  - Shenyang (Chine) : Ligne 1 - Shisanhaojie - Limingguangchang (27,8 km)
  - La Mecque (Arabie Saoudite) : Ligne Jamarat - Arafat 1 (18,1 km)

- Tramway
  - Venise (Italie) : Ligne T1 Favaro Veneto - Sernaglia (Mestre) (6,3 km)
  - Florence (Italie) : Ligne 1 Stazione di Santa Maria Novella - Villa Costanza (7,4 km)
  - Toulouse (France) : Ligne T1 Arènes - Aéroconstellation (14,3 km)
  - Bergen (Norvège) : Ligne Byparken - Nesttun (9,8 km)

Dans les réseaux de transport en commun existants les nouvelles lignes suivantes ont été inaugurées  en 2010 : 
- Métro[3]  : 
  - Shenzhen (Chine) : Ligne 3 (ligne Longgang) Caopu - Shuanglong (25,1 km)
  - Shenzhen (Chine) : Ligne 2 (ligne Shekou) Window of the World - Chiwan (15,5 km)
  - Pékin (Chine) : Ligne 15 Wangjing West - Houshayu (17,7 km)
  - Nankin (Chine) : Ligne 2 Youfangqiao - Jingtianlu (38 km)
  - Shanghai (Chine) : Ligne 10 Xinjiangwancheng - Hangzhong Road (35 km)
  - São Paulo (Brésil) : Ligne 4 Paulista - Faria Lima (without intermediate stations) (3,6 km)
  - Delhi (Inde) : Ligne 4 (Violet) Central Secretariat - Sarita Vihar (15 km)
  - Delhi (Inde) : Ligne 5 (Green) Inderlok - Mundka (14,5 km)

- Tramway
  - Augsburg (Allemagne) : Ligne 6 Rotes Tor - Friedberg West (5,2 km)

|                 | Métro            | Métro            | Tramway          | Tramway          |
| --------------- | ---------------- | ---------------- | ---------------- | ---------------- |
|                 | Nouveaux réseaux | Nouvelles lignes | Nouveaux réseaux | Nouvelles lignes |
| Amérique        |                  | 1                |                  |                  |
| Brésil          |                  | 1                |                  |                  |
| Asie            | 3                | 10               |                  |                  |
| Arabie Saoudite | 1                | 1                |                  |                  |
| Chine           | 2                | 7                |                  |                  |
| Inde            |                  | 2                |                  |                  |
| Europe          |                  |                  | 4                | 5                |
| Allemagne       |                  |                  |                  | 1                |
| France          |                  |                  | 1                | 1                |
| Italie          |                  |                  | 2                | 2                |
| Norvège         |                  |                  | 1                | 1                |
| Total général   | 3                | 11               | 4                | 5                |